# 五フッ化臭素
五フッ化臭素（ごフッかしゅうそ、英: bromine pentafluoride）は化学式 BrF5 の、臭素とフッ素によるハロゲン間化合物の液体。強力なフッ素化剤であり、ウランのフッ素化剤やロケット燃料の酸化剤、酸素の同位体の分析、固体ケイ酸塩のレーザーアブレーションに用いられる。

## 合成
150℃以上で、臭素に大量のフッ素を反応させることにより量産できる。
{\displaystyle {\ce {Br2\ + 5F2 -> 2BrF5}}}
少量の製造では下記のように臭化カリウムとフッ素から合成される。この方法では三フッ化臭素や不純物の発生をほぼ完全に抑えることができる
{\displaystyle {\ce {KBr\ + 3F2 -> KF\ + BrF5}}}

## 反応
水と爆発的に反応する。
{\displaystyle {\ce {BrF5\ + 3H2O -> HBrO3\ + 5HF}}}
強力なフッ素化作用を持ち、常温でウラン化合物と反応して六フッ化ウランを生じる。

## 安全性
自身は不燃性であるが酸化性を持つため、日本の消防法では第6類危険物に分類される。460℃以上に加熱すると分解し、フッ素や臭素を生じる。水や有機化合物と爆発的に反応し、フッ化水素などを生じる。水素を含む化合物などと反応し、火災や爆発のおそれがある。皮膚や眼に対し強い刺激性があり、蒸気を吸入した場合には肺気腫や肺水腫などの重篤な呼吸器障害を起こす。半数致死濃度（LC50）は 96 ppm（ラット、3.7時間）。長期的には血液、歯、骨などに障害をもたらす。